# Mas de la Torre de Monells
Mas de la Torre de Monells és una obra del municipi de Cruïlles, Monells i Sant Sadurní de l'Heura (Baix Empordà) declarada bé cultural d'interès nacional.

## Descripció
El mas de la torre està situat als afores del nucli, a uns 300 metres en direcció sud-est. És una masia de tipologia senzilla, quew presenta com a elements remarcables el portal de punt rodó amb grans dovelles de pedra i les finestres allindanades amb ampit motllurat i carreus ben tallats. Tanmateix, l'element que configura la imatge del casal i que li ha donat nom és la torre que s'eleva a la banda dreta de la façana principal. És de planta rectangular, bastida amb paredat i carreus als angles. Conserva restes d'espitlleres, i a la banda de la façana de la casa presenta obertures allindanades i parament arrebossat que la unifiquen amb l'habitatge al qual es troba actualment integrada. Té teulada a dues vessants.

## Història
El mas de la Torre va rebre aquest nom per l'antiga torre de defensa que té adossada. Probablement data del segle xvi o XVII. Actualment la torre forma part de l'habitatge. El conjunt conserva encara la seva funció agrícola.